# Trevor Correy

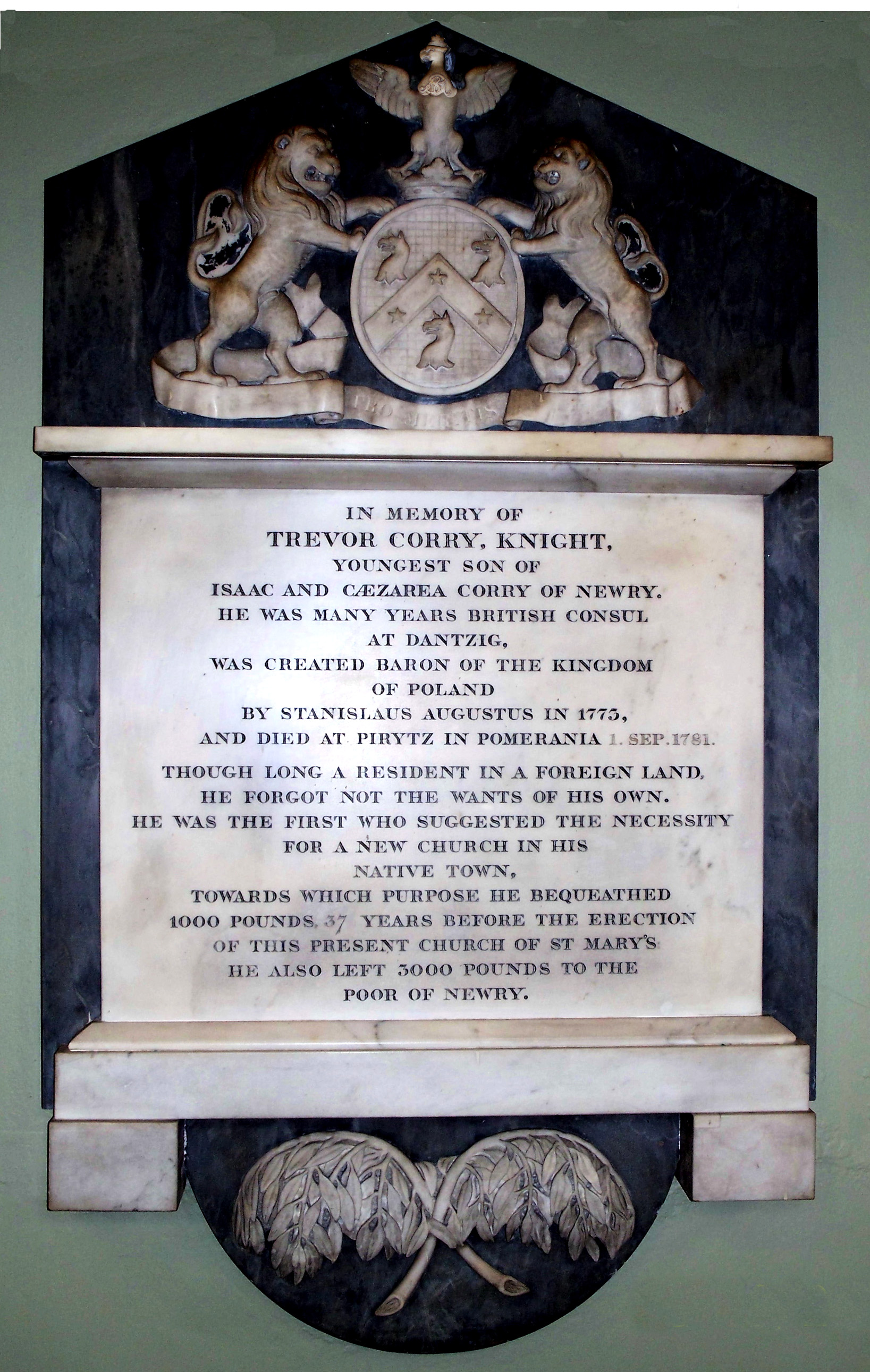
Tablica pamiątkowa Sir Trevora Corry’ego w kościele Św. Marii w Newry, z podanym niewłaściwym rokiem śmierci

Sir Trevor Correy, Trevor Corry (ur. 1724 w Newry - zm. 1 września 1780 w Pyrzycach) – brytyjski kupiec, dyplomata i urzędnik konsularny, polski baron. 
Pełnił funkcję komisarza i konsula w Gdańsku (1754-1780). 20 października 1773 Corry otrzymał od polskiego króla Stanisława Augusta Poniatowskiego tytuł "Barona Tronu Polskiego". 29 marca 1776, król Jerzy III pasował go na rycerza. Zmarł w czasie podróży do Anglii w Domu Pocztowym (zajeździe) w Pyrzycach. Następnie ciało przewieziono do Gdańska a stąd do Płn. Irlandii. Pochowany na cmentarzu anglikańskiej katedry św. Patryka w Armagh. Na umieszczonej w kościele Św. Marii w Newry tablicy pamiątkowej podano niewłaściwy rok zgonu.